# Dysstroma effusa
Dysstroma effusa är en fjärilsart som beskrevs av Müller 1930. Dysstroma effusa ingår i släktet Dysstroma och familjen mätare. Inga underarter finns listade i Catalogue of Life.